# Brasserie de la Lienne
 (avril 2021).
Si vous disposez d'ouvrages ou d'articles de référence ou si vous connaissez des sites web de qualité traitant du thème abordé ici, merci de compléter l'article en donnant les références utiles à sa vérifiabilité et en les liant à la section « Notes et références ».
La Brasserie de la Lienne est une micro-brasserie belge située dans le hameau de Reharmont faisant partie de la commune de Lierneux située au sud de la province de Liège non loin de la commune des Trois-Ponts. Elle produit quatre bières artisanales dont trois s'appellent Lienne.

## Histoire
Titulaire d'un master en biologie des organismes et écologie à l'Université de Liège, Mélissa Résimont suit a posteriori des cours de formation de micro-brasseur.
En association avec son frère Nicolas, ils achètent, rénovent et aménagent une micro-brasserie dans une ancienne fermette en moellons de grès située dans le hameau ardennais de Reharmont. La brasserie prend le nom de la Lienne, un cours d'eau de la région, affluent de l'Amblève. Le premier brassin de Lienne (blonde) est réalisé au printemps 2013.

## Étiquettes
Les étiquettes représentent une chèvre s'inspirant de la légende locale de la Fée de la Lienne et de la Chèvre d'Or. Sous le nom de la bière, quelques ondulations représentent les flots de la Lienne.

## Bières
La brasserie de la Lienne produit quatre bières artisanales commercialisées en bouteilles de 33 cl.
- Lienne : une bière blonde cuivrée titrant 7 % d'alcool brassée avec deux malts clairs légèrement torréfiés.
- Lienne Brune : une bière brune spéciale titrant 8 % d'alcool brassée avec quatre types de malt et deux types de houblon.
- Lienne Noire : une bière noire de type porter titrant 5,5 % d'alcool.
- Grandgousier : une bière blonde rafraîchissante titrant 5 % d'alcool et dont le houblon ajouté en dry hopping varie chaque année (2015 : Amarillo).

Elle brasse aussi deux bières à façon vendues en grande surface dans la commune voisine de Trois-Ponts : la 3Pontoise Blonde titrant 6 % d'alcool et la 3Pontoise Brune titrant 8 % d'alcool.

### Sources et liens externes
- Site officiel
- Site officiel du tourisme Luxembourg belge
- Le petit futé : Brasserie de la Lienne